# Flesh & Blood (Whitesnake-Album)
Flesh & Blood ist das 2019 veröffentlichte 13. Studioalbum der britischen Hard-Rockband Whitesnake.

## Produktion
Das Album wurde wie das Vorgängeralbum The Purple Album im Studio Hook City, Reno, Nevada, aufgenommen. David Coverdale produzierte das Album selbst, gemeinsam mit Reb Beach, Joel Hoekstra und Michael McIntyre. Abgemischt und gemastert wurde es von Chris Collier. Vier Singles wurden veröffentlicht, Shut Up & Kiss Me, Trouble Is Your Middle Name, Hey You (You Make Me Rock) und Always & Forever.

## Titelliste
| No.          | Titel                                 | Autoren                                   | Länge |
| ------------ | ------------------------------------- | ----------------------------------------- | ----- |
| 1.           | "Good to See You Again"               | David Coverdale, Reb Beach, Joel Hoekstra | 3:42  |
| 2.           | "Gonna Be Alright"                    | Coverdale, Hoekstra                       | 3:51  |
| 3.           | "Shut Up & Kiss Me"                   | Coverdale, Beach                          | 3:37  |
| 4.           | "Hey You (You Make Me Rock)"          | Coverdale, Beach, Hoekstra                | 5:29  |
| 5.           | "Always & Forever"                    | Coverdale                                 | 3:53  |
| 6.           | "When I Think of You (Color Me Blue)" | Coverdale                                 | 3:52  |
| 7.           | "Trouble Is Your Middle Name"         | Coverdale, Hoekstra                       | 4:17  |
| 8.           | "Flesh & Blood"                       | Coverdale                                 | 5:18  |
| 9.           | "Well I Never"                        | Coverdale, Hoekstra                       | 4:01  |
| 10.          | "Heart of Stone"                      | Coverdale                                 | 6:42  |
| 11.          | "Get Up"                              | Coverdale, Beach                          | 4:45  |
| 12.          | "After All"                           | Coverdale, Hoekstra                       | 3:47  |
| 13.          | "Sands of Time"                       | Coverdale, Beach                          | 6:08  |
| Gesamtlänge: | Gesamtlänge:                          | Gesamtlänge:                              | 59:22 |

| No.          | Titel                            | Autoren             | Länge |
| ------------ | -------------------------------- | ------------------- | ----- |
| 14.          | "Can’t Do Right for Doing Wrong" | Coverdale, Beach    | 4:58  |
| 15.          | "If I Can’t Have You"            | Coverdale, Hoekstra | 4:23  |
| 16.          | "Gonna Be Alright" (X-Tendo Mix) | Coverdale, Hoekstra | 4:12  |
| 17.          | "Sands of Time" (radio mix)      | Coverdale, Beach    | 6:20  |
| 18.          | "Shut Up & Kiss Me" (video mix)  | Coverdale, Beach    | 3:43  |
| Gesamtlänge: | Gesamtlänge:                     | Gesamtlänge:        | 82:58 |

## Mitwirkende
Whitesnake
- David Coverdale – vocals
- Reb Beach – guitar
- Joel Hoekstra – guitar
- Michael Devin – bass guitar
- Tommy Aldridge – drums
- Michele Luppi – keyboards, backing vocals

Produktion
- Michael McIntyre – engineering & recording
- Christopher 'Muffin Man' Collier – mixing & mastering
- Scott Hull – mastering (at Masterdisk, New York)

Design
- Hugh Gilmour – artwork & design

Management
- David Coverdale – executive producer
- Reb Beach, Joel Hoekstra, Michael McIntyre – producer
- Tom Gordon & Jeremiah Wynn – assisted producer

## Charts
Das Album erreichte die britischen Albumcharts auf Platz sieben, die US-amerikanischen Billboard 200 auf Platz 131. Mit Platz drei erreichte es auch die deutschen Charts, in der Schweiz und in Finnland erreichte es mit Platz zwei und Platz vier ebenfalls die Top Ten.

## Rezension
Matthias Mineur vom Metal Hammer schrieb: „Wer befürchtet hatte, dass mit dem Ausstieg von Main-Axeman Doug Aldrich das kompositorische Niveau bei Whitesnake in die Knie gehen würde, kann erleichtert aufatmen. Dies liegt zum einen an Aldrich-Nachfolger Joel Hoekstra und dessen exzellenten Slideparts, vor allem aber an Gitarrist Reb Beach, dem von Boss David Coverdale deutlich mehr Verantwortung übertragen wurde. (...) Denn Whitesnake 2019 machen vor allem eines: sie r-o-c-k-e-n!“ Er wertete mit sechs von sieben Punkten.